# Focke-Wulf W 4
Die Focke-Wulf W 4 war ein bordgestütztes Aufklärungsflugzeug und das erste gebaute Militärflugzeug der in Bremen ansässigen Focke-Wulf A.G.

## Entwicklung
Die W 4 entstand aufgrund einer Forderung der Reichsmarine innerhalb eines geheimen Rüstungsprogramms von 1927 nach einem katapultierfähigen Flottenerkunder, dem Synonym für Bordaufklärer, in direkter Konkurrenz zur HD 30 der Ernst Heinkel Flugzeugwerke. Sie orientierte sich vom Aufbau her an dem landgestützten Aufklärer K 23 Buchfink. Dieser wurde im etwa selben Zeitraum aufgelegt, aber nicht vollendet und bei einem Großbrand in den Focke-Wulf-Werkstätten in der Nacht vom 11. September 1929 zerstört. Die W 4 wurde aufgrund der Versailler Bestimmungen, die den Bau eines militärischen Musters nicht zuließen, als Zivilflugzeug deklariert, das, wie in einem Werbeprospekt dargestellt, in erster Linie zur Beförderung von Post und für den Kurierdienst über Seestrecken bestimmt (ist). Aus dem gleichen Grund wurde der Heinkel-Parallelentwurf HD 30 als „See-Krankentransport-Flugzeug“ betitelt.
Über die Erprobung der W 4 ist nicht viel bekannt. Sie soll noch 1927, dem Jahr der Auftragserteilung, erstmals geflogen sein, wurde allerdings erst im August 1928 als D–1730 für die Deutsche Versuchsanstalt für Luftfahrt zugelassen, was für eventuell aufgetretene Probleme und Nachbesserungsarbeiten während der Erprobung spricht. Für die eigentlichen Eignungstests einer zukünftigen militärischen Verwendung wurde das Flugzeug ebenso wie die HD 30 an die Erprobungsstelle See in Travemünde abgegeben. Dort fanden auch die Startversuche mit dem auf einem Schwimmdock installierten Heinkel-Katapult K 1 statt, doch ist nicht bekannt, inwieweit die W 4 in diese involviert wurde, denn mit einer Startmasse von 2985 kg lag das Muster deutlich über der Obergrenze des nur bis 2500 kg ausgelegten Katapults. Auch der verwendete französische Gnome-Rhône-Jupiter-Motor erwies sich für ein Flugzeug dieser Gewichtsklasse als zu schwach und so wurde das Flugzeug als militärisch nicht verwendungsfähig eingestuft. Focke-Wulf bot in der Folgezeit das Modell auf dem zivilen Sektor an, aber ohne Erfolg. Schließlich wurde der einzigen gebauten W 4 im Januar 1932 die Zulassung entzogen.

## Aufbau
Die W 4 ist ein freitragender Doppeldecker in Gemischtbauweise.
Rumpf
Der Rumpf besteht aus einem Stahlrohrfachwerk mit halbovalem Querschnitt mit flachem Boden, der zum Heck in einer senkrechten Schneide ausläuft. Der vordere Teil ist in der Diagonalen mit zusätzlichen Stahlrohren verstrebt, im übrigen Teil findet sich eine Verspannung mit Stahldraht. Der Motorbereich bis hin zum Brandschott ist mit Blechen aus Duraluminium beplankt, der restliche Rumpf mit Stoff bespannt. Hinter dem Schott ist ein Gepäckabteil untergebracht, dahinter schließen sich die voneinander getrennten Besatzungskabinen an. Um zusätzlichen Stauraum in der hinteren Kabine zu schaffen, ist der Sitz des Beobachters beiklappbar gestaltet. Das Flugzeug wird von der vorderen Kabine aus gesteuert; durch eine einsteckbare Hilfssteuerung ist dies aber auch von der hinteren Kabine aus möglich.
Tragwerk
Ober- und Unterflügel sind freitragend ausgeführt und nicht miteinander verbunden. Der obere Tragflügel ist einteilig ausgelegt und durch einen Baldachin mit dem Rumpf verbunden, der untere ist an die Rumpfunterkante angeschlossen und besitzt durchgehende Holme. Die Flügel können für den Transport durch das Lösen von acht Bolzen schnell abgerüstet werden. Sie bestehen aus zwei Holmen und Rippen aus Sperrholz und sind bis auf die Flügelvorderkante, die ebenfalls aus Sperrholz besteht, stoffbespannt.
Leitwerk
Höhen- und Seitenflosse besitzen keinen Ausgleich und sind in dreiholmiger Kastenbauweise ausgeführt. Die Höhenflosse ist im Flug verstellbar und mit I-Streben zum Rumpf hin abgestützt. Sämtliche Ruder, zu denen auch nicht miteinander verbundene Querruder in Ober- und Unterflügel gehören, bestehen aus einem mit Stoff bespannten Holzrahmen.
Schwimmwerk
Das Schwimmwerk besteht aus zwei parallel zueinander liegenden einstufigen, nicht gekielten Holzschwimmern, die durch ein Gestell aus Stahlrohrstreben mit dem Rumpf verbunden sind.

## Technische Daten

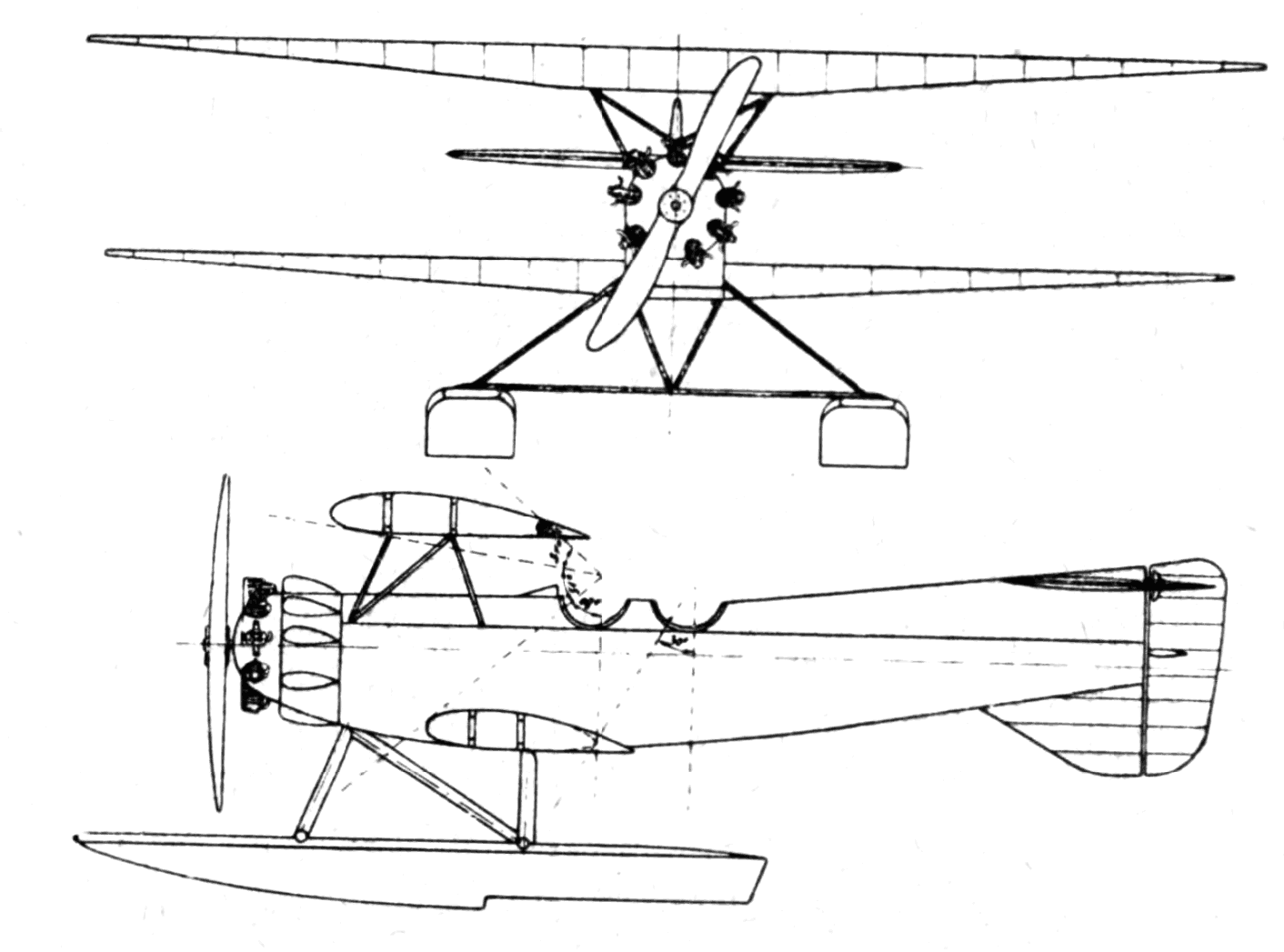
Zweiseitenansicht

| Kenngröße                                                         | Daten                                                                                     |
| ----------------------------------------------------------------- | ----------------------------------------------------------------------------------------- |
| Besatzung                                                         | 2                                                                                         |
| Spannweite                                                        | 12,35 m                                                                                   |
| Länge                                                             | 11,87 m                                                                                   |
| Höhe                                                              | 4,97 m                                                                                    |
| Flügelfläche                                                      | 49,8 m²                                                                                   |
| Rüstmasse                                                         | 2402 kg                                                                                   |
| Zuladung                                                          | 583 kg                                                                                    |
| Startmasse                                                        | 2985 kg                                                                                   |
| Antrieb                                                           | ein luftgekühlter Neunzylinder-Viertakt-Sternmotor mit starrer Zweiblatt-Holzluftschraube |
| Typ                                                               | Gnome et Rhône Jupiter VI 9 Ak                                                            |
| Startleistung Kampf- und Steigleistung Nennleistung Dauerleistung | 520 PS (382 kW) 500 PS (368 kW) am Boden 475 PS (349 kW) am Boden 444 PS (327 kW)         |
| Höchstgeschwindigkeit                                             | 204 km/h in Bodennähe                                                                     |
| Marschgeschwindigkeit                                             | 190 km/h                                                                                  |
| Landegeschwindigkeit                                              | 92 km/h                                                                                   |
| Steigzeit                                                         | 5,0 min auf 1000 m                                                                        |
| Dienstgipfelhöhe                                                  | 5000 m                                                                                    |
| Reichweite                                                        | 600 km                                                                                    |
| Startrollstrecke                                                  | 215 m                                                                                     |
| Bewaffnung (vorgesehen)                                           | ein starres und ein bewegliches MG                                                        |